# Mp3tag
Mp3tag — редактор метаданных для различных аудиоформатов с закрытым исходным кодом, разработанный Флорианом Хайденриком в 1999 году. Распространяется бесплатно для Microsoft Windows и платно для macOS в Mac App Store.

## Описание
Mp3tag предоставляет пользователям простой в использовании инструмент для редактирования тегов в различных популярных аудиофайлах. Позволяет осуществлять правки в ID3-тегах, в комментариях MP3 и Ogg файлов, производить замену специальных символов или слов. Из других возможностей программы можно выделить функции импорта/экспорта информации, пользовательские сценарии, создание и составление плейлистов, поддержку Unicode, работу с онлайн-базой данных freedb и осуществление группового переименования файлов на основе информации в тегах.
MP3tag может править мультимедийные файлы как в одиночном, так и в пакетном режиме. Утилита поддерживает следующие аудиоформаты: AAC, ALAC, AIFF (.aif/.aifc/.aiff), Direct Stream Digital Audio (.dsf), FLAC, Matroska (.mka/.mkv), Monkey’s Audio (.ape), MP3, MPEG-4 (.mp4/.m4a/.m4b/.m4v/iTunes совместимый), Musepack (.mpc), Ogg Vorbis (.ogg), OPUS, OptimFROG (ofr/ofs), Speex (.spx), TAK, True Audio (.tta), Windows Media Audio (.wma), WavPack (.wv), Waveform Audio File Format (.wav).
Ко всему прочему Mp3tag умеет автоматически производить обновления тегов и обложек альбомов, которые встроены в них, а также обновлять их с помощью онлайн ресурсов freedb, Amazon или discogs. Интерфейс Mp3tag переведён на более чем 40 языков (включая русский).

## Возможности
- Запись ID3v1, ID3v2, APEv2, MP4, WMA-тегов и Vorbis-комментариев для нескольких файлов одновременно.
- Полная поддержка Unicode.
- Встраивание обложек в альбомы.
- Автоматическое создание и составление плейлистов.
- Обработка вложенных папок.
- Сопоставление полей.
- Удаление части или всего тега из нескольких файлов.
- Переименование файлов на основе информации тегов.
- Импорт тегов из имён файлов.
- Формат тегов и имён файлов.
- Замена символов или слов из тегов и имён файлов.
- Регулярные выражения.
- Экспорт тегов в форматы HTML, RTF, CSV, XML.
- Импорт тегов из онлайн-баз данных freedb или Amazon.
- Импорт тегов из локальной базы данных freedb.
- Поддержка ID3v2.3 (ISO 8859-1 и UTF-16) и ID3v2.4 (UTF-8).